# ساموئل گلدوین فیلمز
ساموئل گلدوین فیلمز به (انگلیسی: Samuel Goldwyn Films) یک شرکت فیلم آمریکایی است که اکران و پخش فیلم های هنری، مستقل و خارجی را صادر می کند. این شرکت توسط ساموئل گلدوین جونیور، پسر ساموئل گلدوین تأسیس شد. 